# 워크플로

위키미디어 개발자 워크플로

워크플로(영어: workflow)는 작업 절차를 통한 정보 또는 업무의 이동을 의미하며, 작업 흐름이라고도 부른다. 더 자세히 말해, 워크플로는 작업 절차의 운영적 측면이다. 업무들이 어떻게 구성되고, 누가 수행하며, 순서가 어떻게 되며, 어떻게 동기화를 시킬지, 업무를 지원하기 위한 정보가 어떻게 흐르는지 그리고 업무가 어떻게 추적되는지이다.
다음과 같이 3가지의 키워드로 정의할 수 있다.
1. 작업의 흐름도
2. 작업 절차
3. 업무의 이동성

## 같이 보기
- 비즈니스 성과 관리
- 기업 콘텐츠 관리